# Ларин, Тимофей Филатович
Ларин Тимофей Филатович (18 января 1901, Хворощевка, Рязанская губерния — 21 августа 1974, Москва) — крупный организатор угольной промышленности, начальник комбината «Тулауголь», Герой Социалистического Труда.

## Биография
Родился 18 января 1901 года в селе Хворощевка, ныне Скопинского района Рязанской области, в крестьянской семье. Русский.
Трудовую деятельность начал в 12 лет, после революции окончил школу, отслужил три года в Красной Армии. После демобилизации вернулся в родное село.
В 1930 году по направлению ЦК ВКП(б) убыл на учебу в Московский горный институт имени И. В. Сталина (сегодня — Горный институт НИТУ «МИСиС»), после окончания которого получил диплом горного инженера.
Начал профессиональную деятельность в Подмосковном угольном бассейне. Сначала был назначен главным инженером, а через год — управляющим трестом «Болоховуголь».
В 1940 году назначен управляющим «Сталиногорскуголь» — крупнейшим трестом Подмосковного бассейна.
В начале 1946 года был назначен начальником комбината «Тулауголь». Три послевоенных года возглавляемый им комбинат неизменно перевыполнял государственный план добычи угля и непрерывно увеличивал добычу.

Указом Президиума Верховного Совета СССР от 28 августа 1948 года за выдающиеся успехи в деле увеличения добычи угля, восстановления и строительства угольных шахт и внедрение передовых методов работы, обеспечивающих значительный рост производительности труда Ларину Тимофею Филатовичу присвоено звание Героя Социалистического Труда с вручением ордена Ленина и золотой медали «Серп и Молот».
Тульские шахтёры-острословы придумали частушку про Т. Ф. Ларина: «Раньше нами правил барин, а теперь Тимоха Ларин» 
Последние годы жил в городе Москве.
Скончался 21 августа 1974 года. Похоронен на Введенском кладбище (29 уч.).

## Награды
- Герой Социалистического Труда
- 2 ордена Ленина
- орден Трудового Красного Знамени
- орден Знак Почёта
- Медаль «За отвагу»
- медаль За трудовую доблесть
- Медаль «За трудовое отличие»